# Brasão de armas de Taiwan

O Brasão de Armas da República da China ou apenas chamado como Céu Azul com o Sol Branco (em chinês: 青天白日; pinyin: Qīng tiān bái rì) serve como o design para a Bandeira da República da China e o emblema do Partido Nacionalista da China, o Kuomintang (KMT), o cantão da bandeira da República da China, o brasão de armas da República da China (RDC) ou Taiwan, bem como a tomada naval da Marinha da RDC.
O símbolo é composto por doze raios do Sol branco representando os doze meses e as doze horas tradicionais chinesas (时辰shíchen), cada uma das quais corresponde a duas horas modernas (小时xiǎoshí, significado literal: "Pouco shi") e simboliza o espírito de progresso.